# 呂沢
呂 沢（呂澤、りょたく、生年不詳 - 紀元前199年）は、前漢初期の人。漢高祖劉邦の皇后呂雉の兄。

## 略歴
劉邦が挙兵したときから客として従い、鴻門の会を経て劉邦が漢王に封じられた際に侯となった。
高祖元年（紀元前206年）8月からの三秦（雍王章邯、塞王司馬欣、翟王董翳）平定戦で、呂沢は4つの方面軍のうち一つを任され、丁復、郭亭、郭蒙、朱軫、蠱逢、馮無擇らの将校を率いて翟攻略を指揮したとみられている。
高祖2年（紀元前205年）4月、彭城の戦いで項羽に大敗した劉邦は、下邑で呂沢が率いてきた軍を吸収して西に撤退し、5月滎陽に辿りついた。6月、劉邦は関中まで戻り劉盈を太子に立て廃丘で章邯を下すなどした後に滎陽に引き返した。漢軍はその後韓信率いる北部攻略と滎陽・敖倉・成皋など南部防衛に戦線が分かれるが、呂沢は南部戦線で対楚軍防衛線にあたっていた。
高祖6年（紀元前201年）正月、呂沢は項羽を滅ぼし漢皇帝となった劉邦から周呂侯に封じられた。なお高祖・恵帝期に呂氏の中から列侯に封じられたのは呂沢とその弟呂釈之のみで、いずれもその軍功によるものであった。
高祖8年（紀元前199年）に死去し、高祖9年（紀元前198年）に子の呂台が酈侯に封じられた。
呂沢は恵帝元年（紀元前194年）夏に令武侯と諡された。また高后元年（紀元前187年）の11月には悼武王と追尊されたが、これは呂后が呂沢の子呂台を呂王に封じるため、先立ってその父である呂沢を王に封じてその名目を与えたものと見られている。